# 克羅伊貝格山
46°42′37″N 15°27′34″E / 46.710261°N 15.459407°E

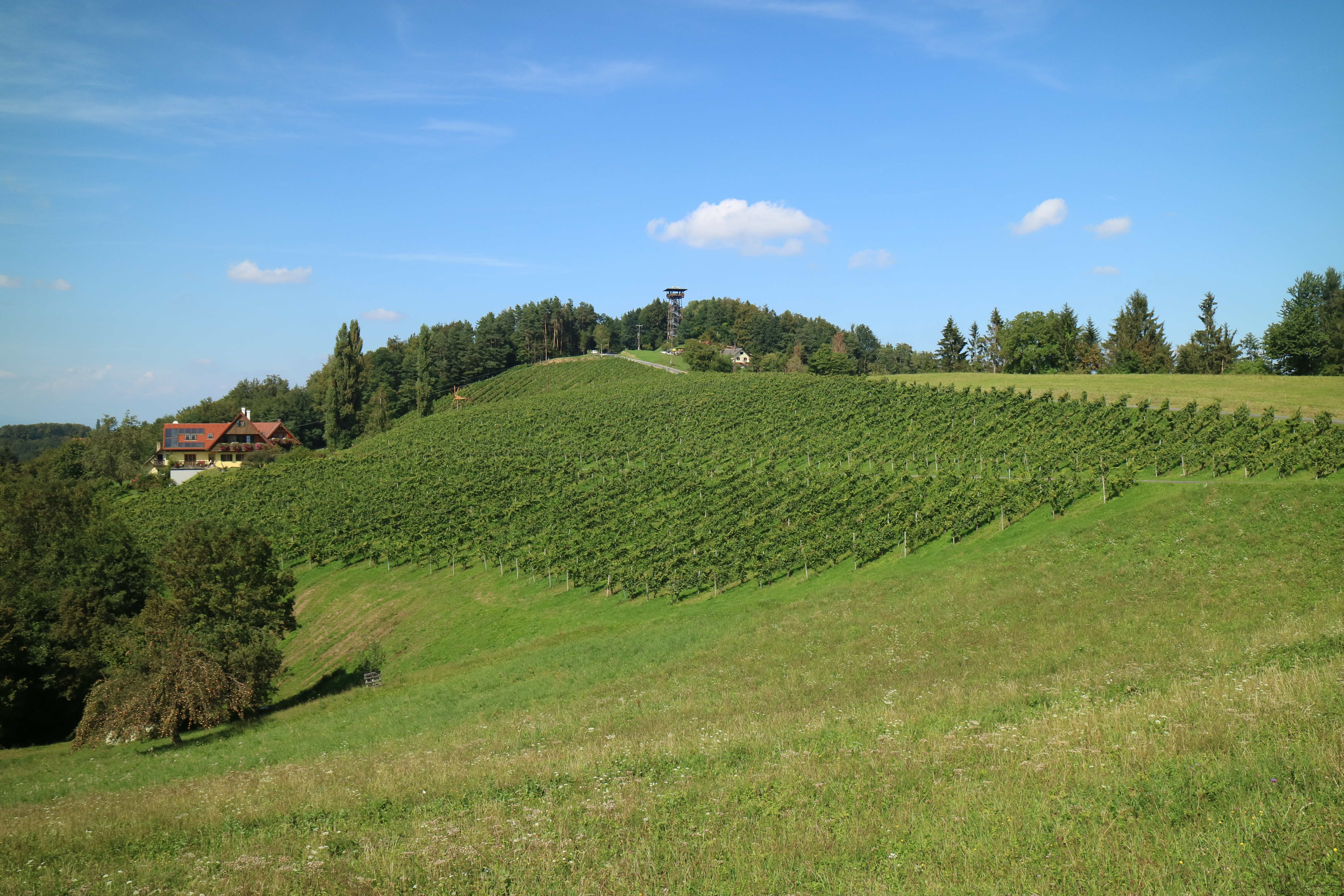

克羅伊貝格山（德語：Kreuzberg），是奧地利的山峰，位於該國東南部，由施泰爾馬克州負責管轄，距離科濟亞克山脈6.3公里，海拔高度633米，山體由礫岩組成。